# خساف
الخَسَّاف أو فَقَّاش البندق (الاسم العلمي: Nucifraga caryocatactes) طائر من فصيلة الغرابيات متوسط القد يطول نحو 35 سم.

## الوصف
ثوبه إلى السمرة الحنطية العابقة يعلوها توشيم أبيض لاقياسي الشكل تكثر فيه الاستطالة كالأنداب. رأسه وجناحاه وذنبه إلى السواد العابق تعلوه ماجة خضراء ورقشة خفيفة لانظامية تحتل أطراف الريش. حدقة عينه إلى السمرة البندقية. منقاده ورجلاه إلى السواد الفحمي.

## الموئل
أعطانه تشمل معظم جبال أوراسيا. يألف أحراج الصنوبر قوته الحشرات والرخويات وبعض العصافير وجلابيطها والثمار والبزور واخصها البندق وصنوبر سمبرو.

## السلوك
وهو من الطيور المِدْخَارَة المحترسة التي تجمع في أنابير خاصة ما استطاعت جمعه من بزور وثمار، ترتبها في تجاويف الأشجار أو في أوقاب الصخور، تسد بها لهفة الجوع عند الحاجة. وهو يتميز أيضًا بغدة جرابية مطاطة تتاخم مدخل المسرط تستوعب قدر بيضة كبيرة يستعملها لنقل ما يرغب في اختزانه.

## التكاثر
يُدَثّن عُشَّه في الشربين والتنوب. أنثاه تحضن وحدها من ٤ إلى ٥ بيضات.

## معرض الصور

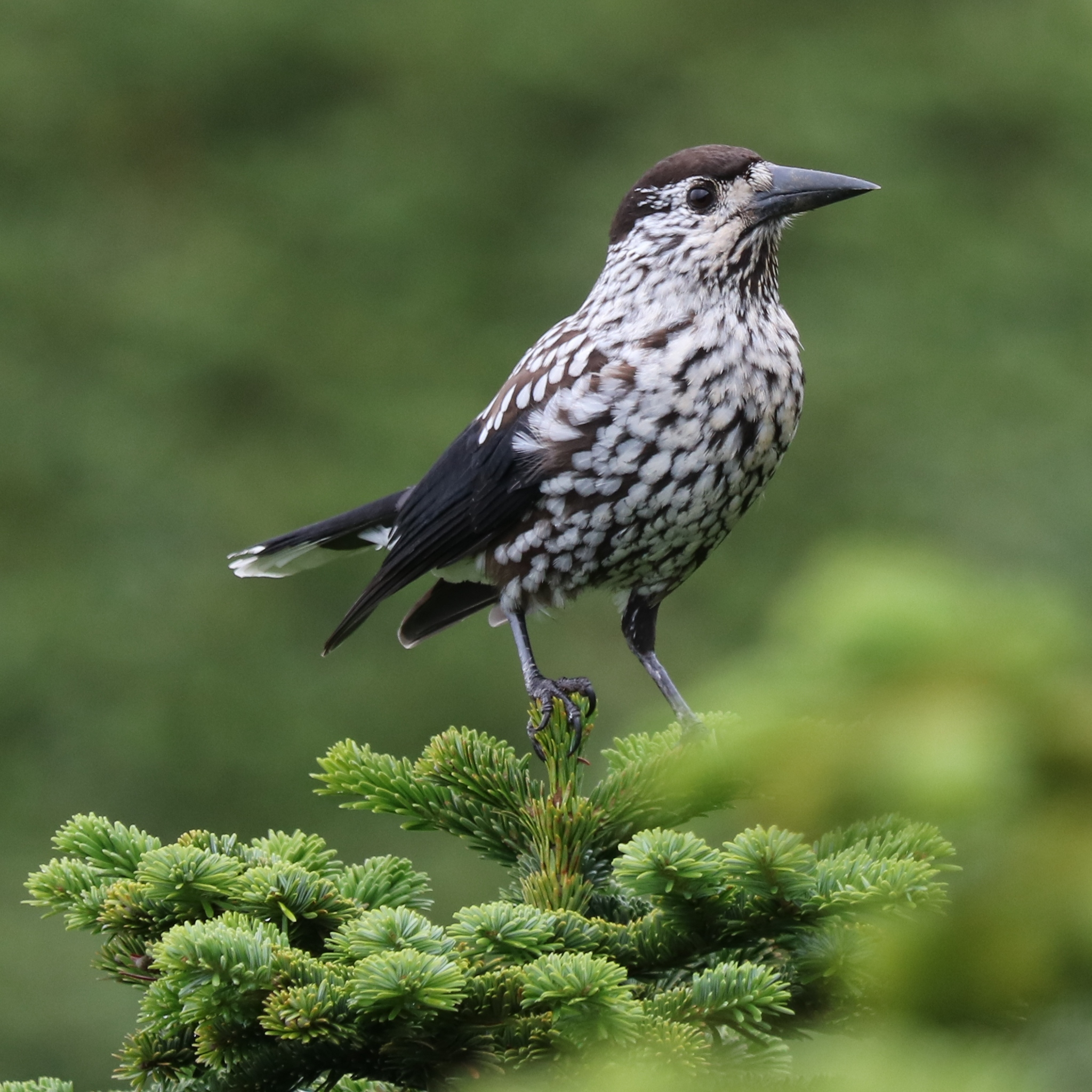
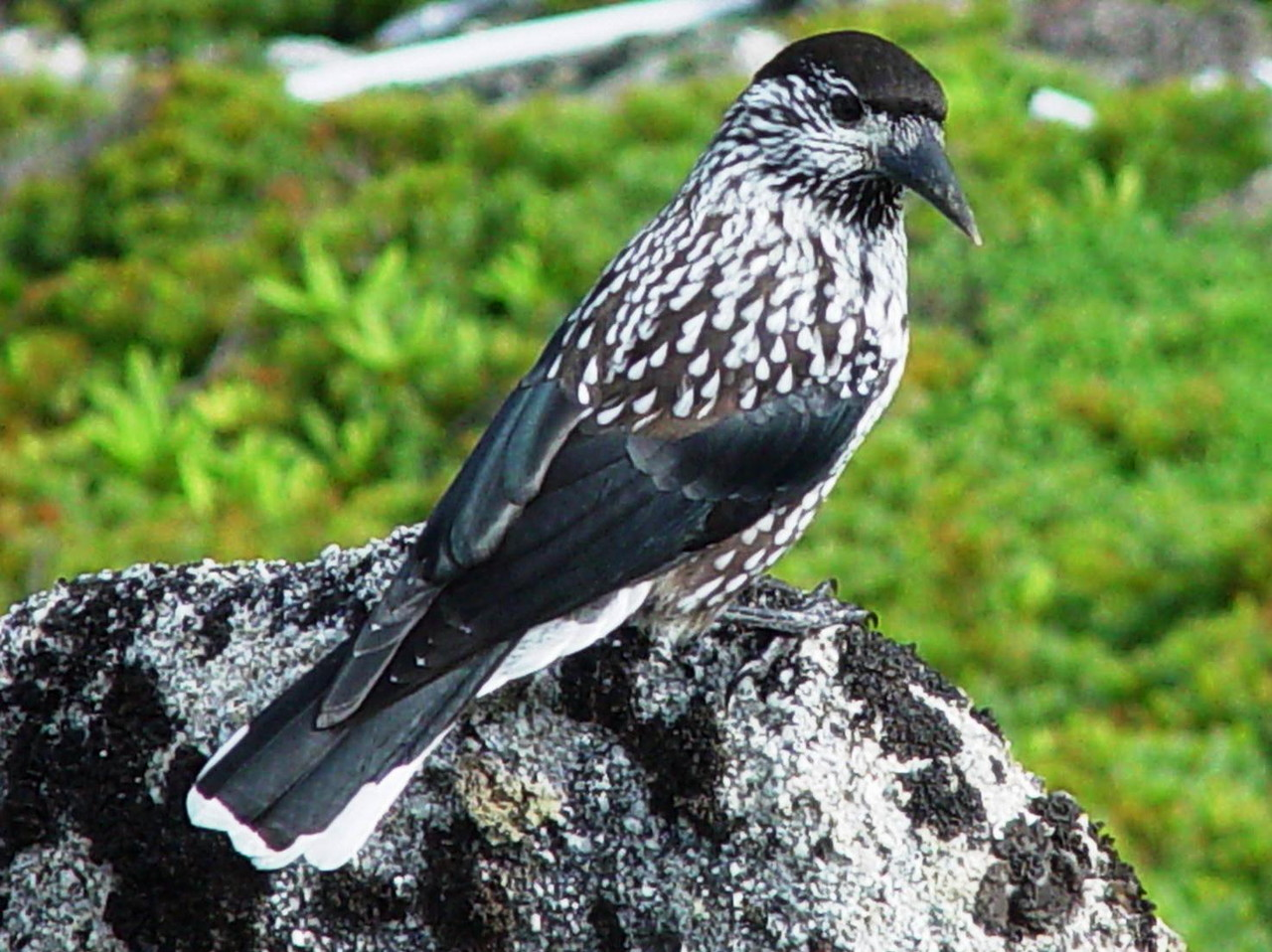
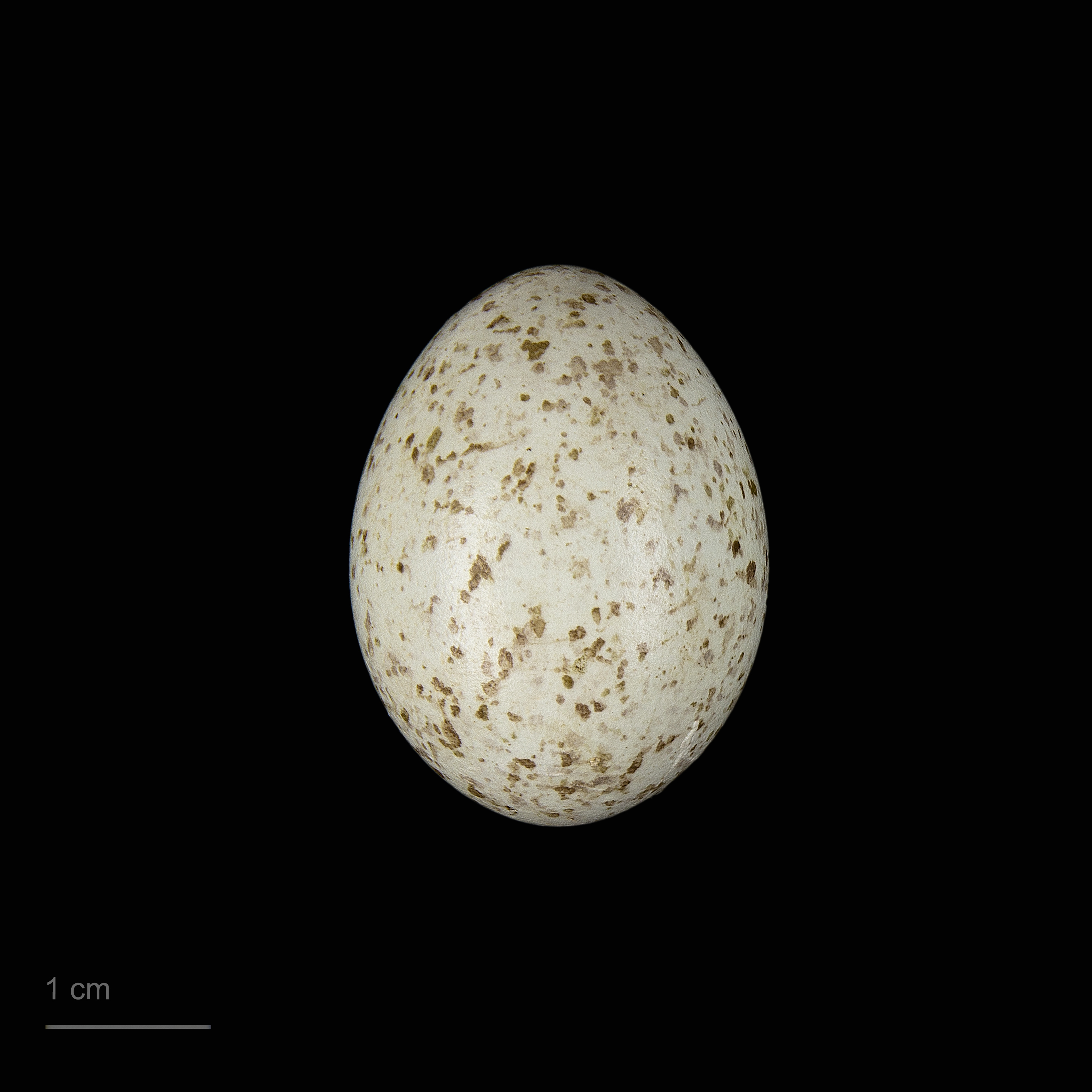